# Pueblo boliviano
El pueblo boliviano o simplemente referidos como bolivianos, son personas que se identifican con el estado boliviano, un país poliétnico y plurilingüe de América del Sur; esta conexión puede ser residencial, legal, histórica o cultural con el país. Los bolivianos son descendientes de diferentes grupos étnicos, mayoritariamente siendo descendientes de mestizos, blancos, mulatos y asiáticos orientales, existiendo minorías de descendientes de amerindios, principalmente formados por quechuas, aimaras y chiquitanos.
La población boliviana moderna, estimada en 11 millones, se divide formalmente en amerindios (principalmente quechuas y aymaras, pueblos guaraníes), mestizos, europeos y afrobolivianos. El único idioma común del grupo es el español (español de Bolivia), aunque los idiomas guaraní, aymara y quechua también se hablan ampliamente en sus comunidades y hasta cierto punto por otros y los tres así como otros 34 idiomas indígenas, son idiomas oficiales del país. La influencia mutua y la interacción de las culturas de Bolivia han dado como resultado que la sociedad boliviana moderna se convierta en uno de los principales ejemplos de crisol de culturas, según algunos antropólogos.

## Grupos étnicos
| Autoidentificación de los pueblos indígenas o nativos (Censo 2012) | Autoidentificación de los pueblos indígenas o nativos (Censo 2012) |
| ------------------------------------------------------------------ | ------------------------------------------------------------------ |
| Autoidentificación indígena                                        | 41 %                                                               |
| Ninguna autoidentificación indígena                                | 59 %                                                               |
| Autoidentificación étnica (CIA 2009)                               |                                                                    |
| Mestizo                                                            | 68 %                                                               |
| Indígena                                                           | 20 %                                                               |
| Blanco                                                             | 5 %                                                                |
| Cholo                                                              | 2 %                                                                |
| Negro (Afrodescendiente)                                           | 1 %                                                                |
| Otro                                                               | 1 %                                                                |
| n/a                                                                | 3 %                                                                |

La composición étnica de Bolivia incluye una gran diversidad de culturas. La mayoría de los pueblos indígenas han asimilado una cultura mestiza, diversificando y ampliando su herencia indígena; como tal, muchas personas de ascendencia mayoritaria amerindia pueden identificarse simplemente como "mestizas". En consecuencia, en Bolivia existe una mezcla de culturas, que une las culturas hispana y amerindia.

### Bolivianos Mestizos
Los mestizos son personas de ascendencia mixta europea e indígena. Están distribuidos por todo el país y componen alrededor del 68% de la población boliviana.La mayoría de las personas asumen su identidad mestiza y algunas pueden reconocer una o más culturas indígenas como parte de su ascendencia. La investigación genética indica que la ascendencia de los mestizos bolivianos es predominantemente indígena.Con mayor mestizaje (con un importante aporte europeo) en el oriente boliviano principalmente en los departamentos de Santa Cruz y Tarija. 

### Indígenas Bolivianos
Indígenas, también llamados "originarios" ("nativos" u "originales") y, con menos frecuencia, amerindios . Esta etnia está compuesta por los descendientes de las culturas prehispánicas. Pueden ser andinos, como los aymaras y quechuas (que formaron el antiguo Imperio Inca), que se concentran en los departamentos occidentales de La Paz, Potosí, Oruro, Cochabamba y Chuquisaca. También existe una importante población étnica oriental, compuesta por los chiquitanos, guaraníes y moxos, entre otros, aunque son minoritarios, habitan principalmente en los departamentos de Santa Cruz, Beni, Tarija y Pando. Según el censo más reciente (del 2012), los indígenas componen el 40.6% de la población boliviana, y según la CIA el 20%.

### Bolivianos blancos o eurobolivianos
La encuesta la CIA World Factbook indico que solo el 5% de la población se identificaba como blanca en el 2009. Y según una encuesta de Ipsos en el 2014, el 3% de las personas encuestadas dijeron que eran blancas.Mientras que la encuesta del Barómetro de las Américas (del 2012 de la LAPOP) indicó que el 5.4% se identifica como blanco, aunque La mayoría de los blancos totales se reconocen mestizos.
En el censo de 1900, los bolivianos blancos componían el 12,72% o 231.088 (115.139 hombres, 115.949 mujeres) de la población total y el último censo oficial que recopiló datos de origen racial. La mayoría de las personas que se identifican como blancas son descendientes de criollos e inmigrantes europeos, procedentes principalmente de España, Croacia, Alemania e Italia. Suelen concentrarse en las ciudades más grandes: La Paz, Santa Cruz de la Sierra, Cochabamba y Tarija (siendo la ciudad donde los eurodescendientes predominan por densidad pero no por cantidad). En el departamento de Santa Cruz existe una importante colonia (70.000 habitantes) de menonitas de habla alemana.Actualmente los Bolivianos Blancos totales representan entre el 10% al 15% de la población total.

### Afrobolivianos
Los afrobolivianos son descendientes de esclavos africanos, que llegaron en tiempos del Imperio español. Habitan el departamento de La Paz, en las provincias de Nor Yungas y Sud Yungas. 23.330 personas se autoidentificaron como afrobolivianas en el censo de 2012.

### Otros
- Asiáticos : Principalmente japoneses (14.000 - 30.000) y libaneses (12.900[19]).
- Otros: Hay pequeñas cantidades de ciudadanos europeos de Alemania, Francia, Italia y Portugal, además de venir de otros países de América, como Argentina, Brasil, Chile, Colombia, Cuba, Ecuador, Estados Unidos, Paraguay, Perú, México y Venezuela entre otros. Existen importantes colonias peruanas en La Paz, El Alto y Santa Cruz de la Sierra. Bolivia es hogar de unos 500 judíos, ubicados principalmente en las ciudades de La Paz, Cochabamba y Santa Cruz de la Sierra.

#### Pueblos indígenas
- Etnias andinas

- - Aimaras. Viven en el altiplano de los departamentos de La Paz, Oruro y Potosí, así como en algunas pequeñas regiones cercanas a las llanuras tropicales.

- - Quechuas. Habitan principalmente los valles de Cochabamba y Chuquisaca. También habitan algunas regiones montañosas de Potosí y Oruro. Se dividen en naciones quechuas, como los Tarabucos, Ucumaris, Chalchas, Chaquies, Yralipes, Tirinas, entre otras.

- Etnias de los Llanos Orientales

- - Guaraníes.

- - Tacanas:Formado por Tacanas, Lecos, Ese Ejas , Araonas, Reyesanos y Maropas.

- - Panos:Formado por Chacobos, Caripunas, Sinabos, Capuibos y Guacanaguas.

- - Aruacos:Formado por Apolistas, Baures, Moxos , Chané , Movimas, Cayabayas, Carabecas, Paiconecas o Paucanacas.

- - Chapacuras:Formado por Itenez o Más, Chapacuras, Sansinonianos, Canichanas, Itonamas, Yuracares, Guatoses y Chiquitos .

- - Botocudos:Formado por Bororos y Otuquis.

- - Zamucos:Formado por Ayoreos.